# Zaitoon Bano
Zaitoon Bano (18 de junio de 1938 – 14 de septiembre de 2021), también deletreado Zaitun Banu, fue una poeta, cuentista, novelista, locutora y defensora de los derechos de la mujer pakistaní en Jaiber Pastunjuá.

## Biografía
Bano nació el 18 de junio de 1938 en el pueblo Sufaid Dheri de Peshawar, Pakistán.

## Carrera
Escribió principalmente en los idiomas pashto y urdu. A veces, se la llamaba Khatun-e-Awal (la primera dama) o "primera dama de la ficción pashto", un título honorífico que se le otorgó en reconocimiento a su contribución a los derechos de las mujeres pashtunes. Escribió más de veinticuatro libros, incluido su primer cuento titulado Hindara (Espejo), que aparece como uno de los escritos destacados del idioma pastún.

### Obras
| #  | Título                                   | Año  | Tipo/Acreditada como | Observaciones                                                                                     |
| -- | ---------------------------------------- | ---- | -------------------- | ------------------------------------------------------------------------------------------------- |
| 1  | Hindara (Espejo)                         | 1958 | Cuento               |                                                                                                   |
| 2  | maat bangree                             | 1958 | Cuento               |                                                                                                   |
| 3  | Juandi Ghamona                           | 1958 | Cuento               |                                                                                                   |
| 4  | Sheesham Ka Pata                         | 1978 | Cuento               |                                                                                                   |
| 5  | Bargad Ka Saiya                          | 1978 | Cuento               |                                                                                                   |
| 6  | Berge Arzoo                              | 1980 | Novela               | Más tarde se transmitió como una serie en urdu en la televisión de Pakistán con el título Dhool . |
| 7  | Waqt Kee Dehleez                         | 1980 | Cuento               |                                                                                                   |
| 8  | Khoboona                                 | 1986 | Cuento               | Más tarde lanzado como obra de teatro en 1991.                                                    |
| 9  | Kachkol                                  | 1991 | Obra                 |                                                                                                   |
| 10 | Lechería Zama                            |      | Libro                |                                                                                                   |
| 11 | Naizurray                                |      | Libro                |                                                                                                   |
| 12 | Da Shagu Mazal (Un viaje por las arenas) |      | Libro                | Cubre los problemas sociales de las mujeres pastún.                                               |
| 13 | Manjeela (cojín para la cabeza)          |      | Poema                |                                                                                                   |

## Muerte
Bano falleció el 14 de septiembre de 2021 en el Hospital Lady Reading en Peshawar, Pakistán, tras sufrir de una condición crónica.

## Premios y reconocimientos
Recibió quince premios literarios nacionales, incluidos el Orgullo de Actuación y el premio Fakhr-i-Peshawar en reconocimiento a su contribución a la ficción pashto y urdu. En 2016, un panel de los Objetivos de Desarrollo Sostenible le otorgó un título honorífico Khatun-e-Awal (primera dama) o "primera dama de la ficción pashto" durante la celebración del Día Internacional de la Mujer.